# 대한민국 상법 제646조
대한민국 상법 제646조는 대리인이 안 것의 효과에 대한 상법 보험법의 조문이다. 

## 조문
제646조 (대리인이 안 것의 효과) 대리인에 의하여 보험계약을 체결한 경우에 대리인이 안 사유는 그 본인이 안 것과 동일한 것으로 한다.